# 山上哲也
山上 哲也（1942年2月20日 - 2019年9月11日）は、日本のボクシング選手。元日本バンタム級王者。山上ボクシングジム会長。

## 経歴
1942年2月20日、宮城県遠田郡涌谷町で誕生。
新和ジムに入門し、ボクサーとしてのキャリアをはじめる。1959年5月19日にプロデビュー。初戦では井手慶弘に判定勝ちする。1961年7月22日、木村ジムに移籍。1964年11月12日、日本バンタム級王者であった芳賀勝男に挑戦するも、芳賀がバッティングで負傷したことや、レフェリーの不手際などもあり、ノーコンテストとなった。1965年6月10日、再び芳賀に挑戦し勝利、日本バンタム級王者となる。芳賀は、この試合をもってボクシングを引退した。1966年4月8日、斎藤勝男の挑戦を受ける。同試合において判定負けし、タイトルと別れる。同年12月3日、東洋バンタム級王者の李元錫に挑むも、タイトル獲得はならなかった。
24歳で引退し、1996年3月22日に山上ボクシングスポーツジムをオープンする。2011年12月19日には同ジム所属の天笠尚が、日本フェザー級王者の鈴木徹を破り、山上ジム所属ボクサーとしてははじめて王者となった。
2019年9月11日に逝去。その後は山田和平がクラブオーナーを代行した。